# Els inútils
 Els inútils (títol original en italià: I vitelloni) és una pel·lícula italiana de Federico Fellini, d'estil proper al neorealisme italià, estrenada el 1953, rodada en blanc i negre. Va rebre el Lleó d'Argent al Festival de Venècia el 1953. Ha estat doblada al català.
L'argument de la pel·lícula, escrit de manera inicial per Ennio Flaiano, se situa a la petita ciutat de Pescara, la seva ciutat natal. El terme  vitelloni és una expressió utilitzada a Pescara després de la guerra per cridar l'atenció als joves sense feina que passaven jornades senceres al bar. Fellini decideix desplaçar la localització de la pel·lícula a Rímini, la seva ciutat natal, recreant l'univers de la seva joventut, dels records més cars i explica un món amb una mirada nostàlgica, sarcàstica i malenconiosa.

## Argument
Cinc adolescents retardats, d'una trentena d'anys, viuen a casa dels seus pares en una petita ciutat italiana del litoral de la Romanya. No han començat a treballar, ni tan sols no en tenen la intenció i no saben com donar a la seva existència un somni, aventura o fins i tot amor. Tots de perfils diferents (un castigador, un tenebrós, un aprenent d'escriptor, un tenor de vora la platja, un cínic), es reuneixen com a banda però la mediocritat, la frustració, la solitud de les seves condicions i situacions no arriben a desaparèixer malgrat les seves pobres temptatives il·lusòries i desesperades per escapar-se de la quotidianitat, i davant la desesperació dels respectius pares. Només la fugida de la ciutat els permetria escapar-se del niu familiar petit-burgès però no canvien i recorren la ciutat i a la nit, desocupats.
La pel·lícula segueix més particularment l'evolució de Fausto, «cap i guia espiritual» de la banda, en la seva relació amb Sandra: la primera escena és el descobriment de l'embaràs de Sandra (just després que Fausto, flirtejant amb una altra senyoreta, ha declarat «Sandra? Qui és, Sandra?»), després segueix el matrimoni i les dificultats de Fausto per acceptar les seves responsabilitats d'espòs, fins i tot de pare. Sembla tanmateix que finalment Fausto, degudament corregit, s'integra en el sistema, ajudat per l'amor de l'honrada però una mica ingènua Sandra.
L'altre personatge central, que també es manté sempre sense fer res (excepte en les escenes amb l'estàtua robada) és Moraldo, l'únic que sent que el paper de paràsit, d'inútil, li pesa, i l'evolució del qual, solitària i silenciosa, decidirà la pel·lícula.

## Personatges
- Moraldo - Seriós, somiador i romàntic, és el germà de Sandra, una noia seduïda i deixada prenyada pel seu amic Fausto. Encara que és el més jove de la banda, és igualment el més madur, i intenta ajudar els altres, en particular Fausto, a evolucionar, sense posar-se, però, a donar lliçons. En l'escena final, Moraldo se'n va de nit de la ciutat i, l'únic de la banda, que deixa la desocupació i la mediocritat per temptar la seva sort en un altre lloc. Fins i tot no queda clar a la pel·lícula si Moraldo n'és el narrador (ja que el narrador parla de Moraldo en tercera persona, com tots els altres personatges), però és clarament el personatge més positiu de la banda, i el més simpàtic. Representa el mateix Fellini, que ha declarat que la pel·lícula era força autobiogràfica, i ha deixat un indici en l'última escena de la pel·lícula: quan el tren deixa l'estació, la veu del realitzador substitueix la de l'actor per dir adeu a Guido, el jove empleat dels ferrocarrils, deixant pressentir que Moraldo s'ha convertit finalment en Federico, en ruta cap al seu destí. Una continuació dels Vitelloni, titulada Moraldo in città  va ser considerada per Fellini el 1954, però sembla que aquesta idea no va anar més enllà d'un esbós de guió.
- Fausto - Faldiller, mandrós i vanitós, sedueix i deixa prenyada la germana de Moraldo. Obligat a casar-se amb ell, la continua enganyant, fins a intentar seduir la patrona de la botiga d'objectes de pietat, on el seu sogre li ha trobat finalment una feina de magatzemer. Després d'haver empès la seva jove dona a la desesperació, entrarà en el sistema a base del cinturó del seu pare.
- Alberto - Personatge lleuger, capritxós i emotiu. El seu afecte sense límits per a la seva mare, l'atenció gelosa que té a la seva germana, així com algunes escenes equívoques (entre les quals la del carnaval) fan planar sobre Alberto una sospita d'homosexualitat.
- Leopoldo - Intel·lectual d'ambicions literàries reconegudes, Leopoldo es troba en el centre d'una de les escenes més estranyes de la pel·lícula. Havent-se assabentat del pas, al teatre local, d'un actor cèlebre al qual desitja presentar el seu manuscrit, Leopoldo, acompanyat dels seus amics Vitelloni, el troba al racó sòrdid que li serveix de llotja, després acaba la vesprada sol amb ell, per adonar-se que l'interès que té el vell caporal no té res de literari.
- Riccardo - Figura secundària del quintet, Riccardo és el bon camarada, solidari i bon vivant, distraient els altres pels seus talents de cantant i sempre disposat a seguir l'última moda que han adoptat.
- Sandra - Germana de Moraldo, serveix de fil vermell per al guió. En les primeres escenes de la pel·lícula, es desmaia durant un concurs de bellesa i es descobreix de seguida que està embarassada i que Fausto és el pare del fill. La confessió, el matrimoni, la sortida en viatge de noces i la tornada, la parella i els enganys del seu nou espòs esmalten la pel·lícula d'incidents domèstics que evoquen la limitació de les regles provincials i constitueixen un cercador per als altres Vitelloni.

## Repartiment
- Franco Interlenghi: Moraldo
- Alberto Sordi: Alberto
- Franco Fabrizi: Fausto
- Leopoldo Trieste: Leopoldo
- Riccardo Fellini: Riccardo
- Leonora Ruffo: Sandra
- Jean Brochard: pare de Fausto
- Carlo Romano
- Enrico Vilarisio
- Paolo Borboni
- Lída Baarová
- Vira Silenti
- Achille Majeroni
- Silvio Bagobini
- Franca Gandolfi
- Maja Nipora
- Milvia Chianelli
- Gigetta Morano

## Al voltant de la pel·lícula
- La traducció literal del títol italià seria «Els vedells grassos», o bé, en un sentit primari del terme vitellone, «Els vedells vells», és a dir aquells que tenen més d'un any. A la pel·lícula, subtitulada Els inútils, és una manera irònica d'anomenar la banda d'adolescents retardats, sense objectius, que són aquests vells  joves que no viuen més que dels subsidis dels seus pares i només surten de nit a l'abric de la llum, com els vedells de llet.
- La paraula vitellone ha quedat en el llenguatge italià: els vitelloni són gent jove que fingeix, atrets de manera excessiva per les dones i pels diners.

## Premis i nominacions
- Al Festival de Venècia el 1953: Els inútils  va rebre el Lleó d'Argent (el Lleó d'Or no va ser lliurat aquell any) - el «premi al millor director» va anar a Fellini - i el «Premi al millor paper secundari» a Alberto Sordi.
- El 1955, I Vitelloni  va obtenir 3 premis al marc de l'Estrella de Cristall: el «Premi Internacional» a la pel·lícula, el «premi a millor actriu estrangera» a Leonora Ruffo i el «premi al millor actor estranger» a Franco Fabrizzi.